# Dánsko na Letních olympijských hrách 1960
Dánsko se účastnilo Letní olympiády 1960 v italském Římě. Zastupovalo ho 100 sportovců (88 mužů a 12 žen) v 15 sportech.

## Medailisté
| Medaile | Jméno | Sport      | Soutěž                  |
| ------- | --- | ---------- | ----------------------- |
| Zlato   | Paul Elvstrøm | Jachting   | Muži Finn               |
| Zlato   | Erik Hansen | Kanoistika | Muži K1 1 000 m         |
| Stříbro | Hans Fogh Ole Petersen | Jachting   | Flying Dutchman         |
| Stříbro | William Berntsen Steen Christensen Søren Hancke | Jachting   | Muži 5,5 m              |
| Stříbro | Poul Andersen John Danielsen Henning Enoksen Henry From Erik Gaardhøje Bent Hansen Jørgen Hansen Henning Hellbrandt Poul Jensen Bent Krog Arne Kurtzweil Erling Linde Larsen Poul Mejer Flemming Nielsen Hans Nielsen Harald Nielsen Poul Pedersen Jørn Sørensen Finn Sterobo Tommy Troelsen | Fotbal     | Turnaj mužů             |
| Bronz   | Erik Hansen Arne Høyer Erling Jessen Helmut Sørensen | Kanoistika | Muži K1 štafeta 4×500 m |